# Hans Dieter Baroth
Hans Dieter Baroth (* 12. Februar 1937 in Oer-Erkenschwick als Dieter Schmidt; † 16. Juli 2008 in Berlin) war ein deutscher Schriftsteller und Journalist.

## Leben

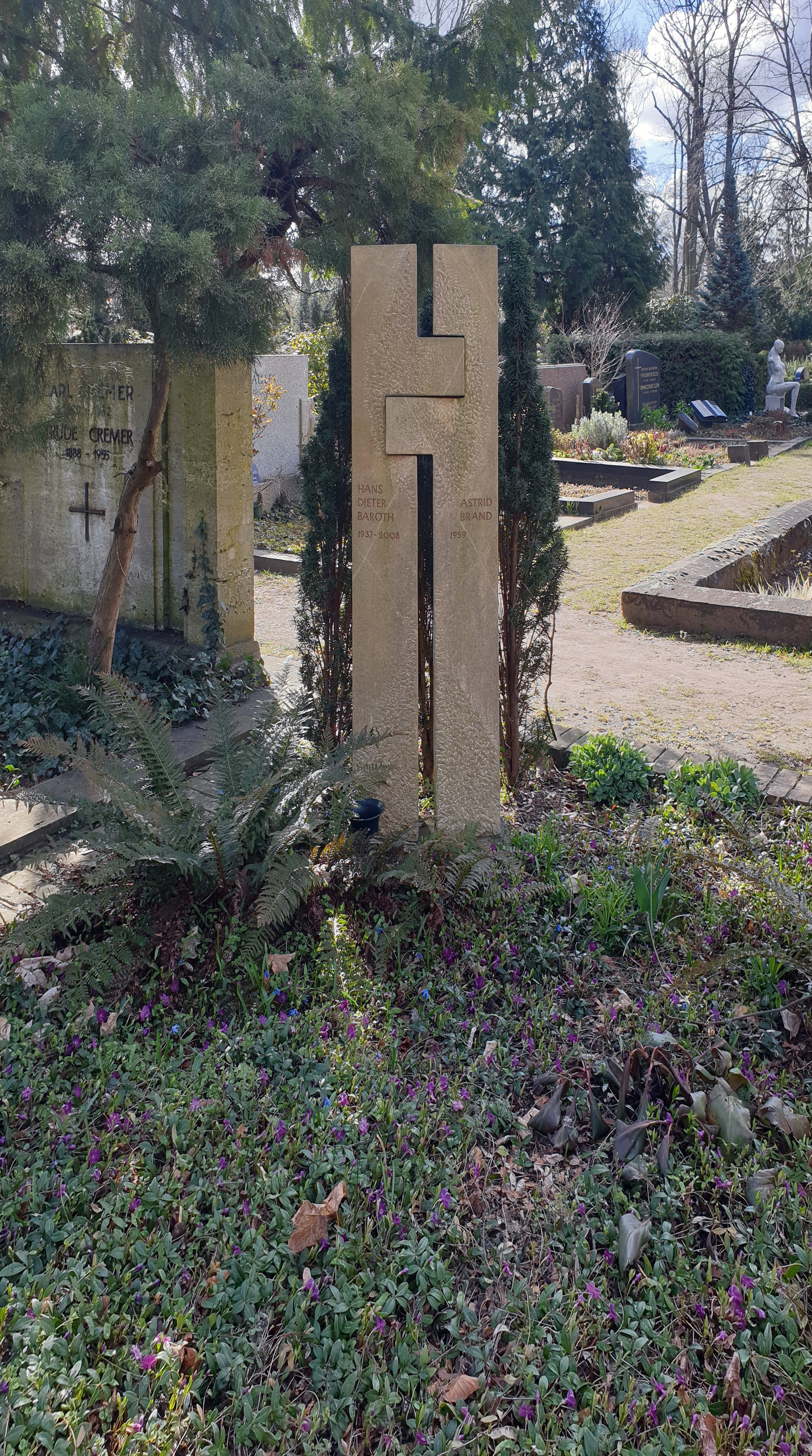
Grabstätte

Hans Dieter Baroth war der Sohn eines Bergmanns. Er besuchte die Volksschule und erlernte anschließend den Beruf seines Vaters. Bis 1957 arbeitete er unter Tage im Bergbau. Danach übte er verschiedene Tätigkeiten aus und war von 1959 bis 1961 Gewerkschaftsfunktionär. Er begann für verschiedene Zeitungen zu schreiben, war (unter seinem bürgerlichen Namen Dieter Schmidt) Chefredakteur des DGB-Jugendmagazins ran sowie – bis zu deren Einstellung im Jahr 1988 – der DGB-Wochenzeitung Welt der Arbeit. Ab 1964 begann er Dokumentarfilme zu drehen. Seit 1963 lebte er in Düsseldorf, ab 1990 in Berlin. Er war verheiratet mit der Historikerin Astrid Brand (* 15. Februar 1959).
Hans Dieter Baroth war in seinen erzählerischen Werken ein nüchterner Chronist des Bergbaus und vor allem des Bergarbeiteralltags im Ruhrgebiet der zweiten Hälfte des 20. Jahrhunderts. Spätere Bücher Baroths befassten sich vor allem mit der Geschichte des Fußballs in seiner Heimatregion. In seinen letzten Lebensjahren schrieb er Reportagen über die Folgen der Wiedervereinigung in den ostdeutschen Bundesländern und an seinem letzten Wohnsitz Berlin.
Hans Dieter Baroth war Mitglied des Verbandes Deutscher Schriftsteller. Er erhielt 1972 den Deutschen Journalistenpreis der IG Druck und Papier und der Deutschen Journalisten-Union und 1992 den Literaturpreis Ruhrgebiet.
Baroth wurde auf dem Evangelischen Friedhof Berlin-Friedrichshagen beigesetzt.

## Werke
- Die Pantoffeldemokratie oder Die geklügelten Worte, Düsseldorf 1969 (zusammen mit Jupp Wolter und Peter Leger)
- In unseren Betrieben, Köln 1977
- Aber es waren schöne Zeiten, Köln 1978
- Streuselkuchen in Ickern, Köln 1980
- Gebeutelt aber nicht gebeugt, Köln 1981
- Das Gras wuchs ja umsonst, Köln 1983
- Das Revierbuch, Köln 1985
- Mann ohne Namen, Essen 1987
- „Jungens, euch gehört der Himmel!“, Essen 1988
- Anpfiff in Ruinen, Essen 1990
- Des deutschen Fußballs wilde Jahre, Essen 1991
- Als der Fußball laufen lernte, Essen 1992
- Mehr wissen, mehr können für Beruf und Leben, Düsseldorf 1993 (zusammen mit Astrid Brand)
- Aber jetzt ist überall Westen, Berlin 1994
- Wir bauten Deiche für die Schwachen, Hamburg 1996 (zusammen mit Dieter Schuster)
- Streuselkuchen und Muckefuck, Essen 2003
- Das werde ich nie vergessen, Essen 2005
- Nie mehr Wattenscheid, oder: Merkel trägt kein Toupet, Asso-Verlag, Oberhausen 2006
- Café Endlich, Asso-Verlag, Oberhausen 2009

## Herausgeberschaft
- Schriftsteller testen Politikertexte, München [u. a.] 1967
- Mit Politik und Porno, Frankfurt am Main [u. a.] 1973
- Frauenbewegung und Frauenemanzipation, Frankfurt/Main 1977
- Unsere letzten Zechen, Essen 1991